# Swobodnyj (obwód saratowski)
Swobodnyj (ros. Свободный) – osiedle typu miejskiego w Rosji, w obwodzie saratowskim, w rejonie bazarno-karabułackim. W 2021 liczyło 1820 mieszkańców.